# Александр Кабанель

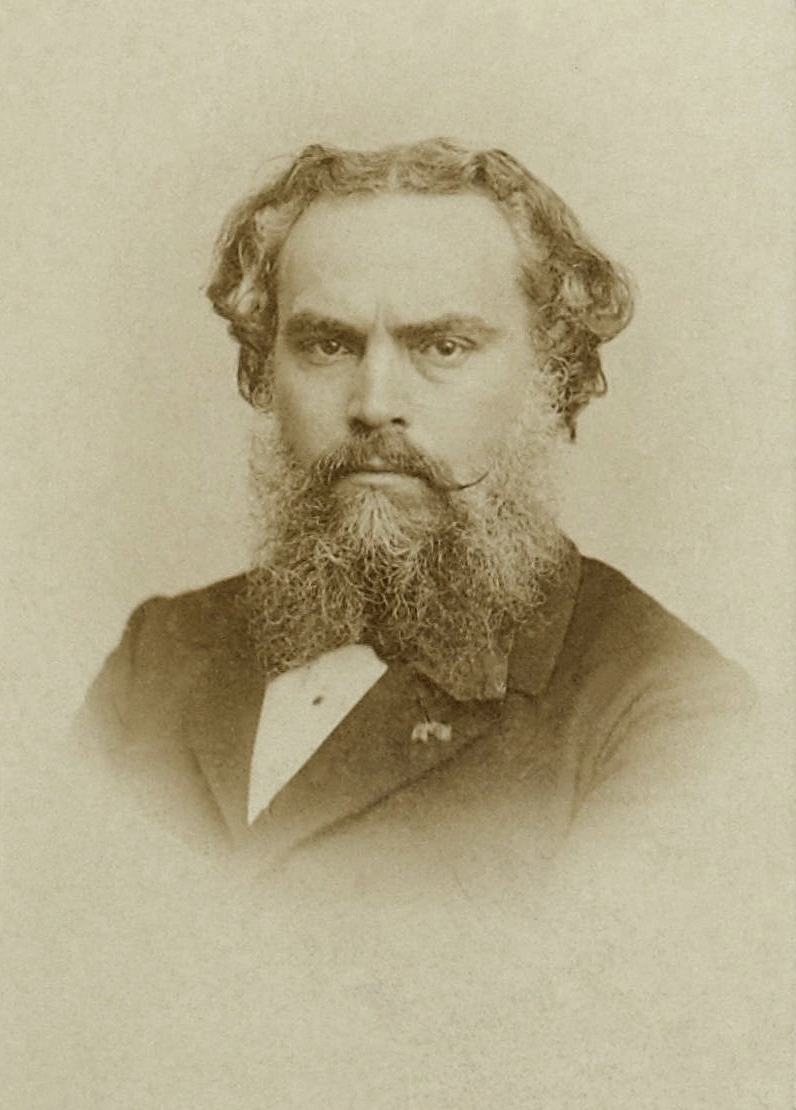
Alexandre Cabanel, ca.1865

Олександр Кабанель (фр. Alexandre Cabanel; 28 вересня 1823, Монпельє — 23 січня 1889, Париж) — французький художник, представник академізму і салонного мистецтва. Малював картини на міфологічні, біблійні сюжети, портрети, декоративні розписи.

## Біографія
Народився в місті Монпельє. Ранні твори художника зберігає місцевий музей Фабр.
Навчався в Школі красних мистецтв в Парижі, куди потрапив у 17 років. Вже на початковому етапі почав створювати релігійні композиції та портрети. Його вчитель в Школі красних мистецтв — Франсуа-Едуард Піко́ (1786 — 1868). Першу картину виставив в Паризькому салоні у 1844 році. Вже в 1845 році отримав Римську премію, що давала право на стажування в Італії. У 1845—1850 роках навчався і жив в Італії.
З 1851 по рік смерті виставляв свої твори в Салоні. У 1863 році створив картину «Народження Венери», що мала галасливий успіх і була придбана урядом. Її вважали найкращим твором академізму Франції. Малював портрети аристократів Російської і інших імперій, що приїздили в Париж.
Працював викладачем. Був професором Школи красних мистецтв Парижа. Мав значну низку учнів, серед яких було мало значно обдарованих.
- Франсуа Фламенг (1856—1923)
- Жуль Бастьєн-Лепаж (1848—1884)
- П'єр Кабанель (1838—1917)
- Генрі Бекон (1839—1912)
- Поль Лерой (1860—1942)
- Поль Таверньє (1852—1943)
- Адольф Віллет (1857—1926)
- Арістид Майоль (1861—1944), що починав як художник академічного напрямку, а пізніше перейшов до скульптури.

## Вибрані твори
- Портрет Альфреда Бруа (Bruyas), 1840, Монпельє, Музей Фабр
- «Молодий чернець в Римі», Монпельє, Музей Фабр
- «Італійка з квітами», 1848, Монпельє, Музей Фабр
- Автопортрет, 1847
- «Іван Хреститель», 1849, Монпельє, Музей Фабр
- «Смерть Мойсея», 1852, Сент Луїс, США
- Автопортрет, 1852
- «Німфи та сатир», приватна збірка
- «Народження Венери», 1862, Париж, музей д'Орсе
- Портрет імператора Франції Наполеона ІІІ, 1865
- «Каяття янгола», 1868
- Портрет князя К. Горчакова, 1868, Ермітаж, Санкт-Петербург
- «Вигнання з раю Адама і Єви», Мюнхен, Максиміліанеум
- «Смерть Франчески да Ріміні та Паоло Малатеста», 1870, Париж, музей д'Орсе
- Портрет графині де Келлер , 1873, Париж, Музей д'Орсе
- Портрет графині К. А. Воронцової-Дошкової, дружини міністра, 1873, Ермітаж, Санкт-Петербург
- Портрет Катаріни Вольф, 1876, Метрополітен-музей, Нью-йорк
- «Самсон і Даліла», 1878,
- «Федра», 1880, Монпельє, Музей Фабр
- Аристократка з Венеції, 1881
- «Офелія», 1883, приватна збірка
- «Смерть Клеопатри», Антверпен, Королівський музей красних мистецтв
- «Німфа Ехо», 1887
- Портрет баронеси Мері Курзон, 1887

## Галерея творів

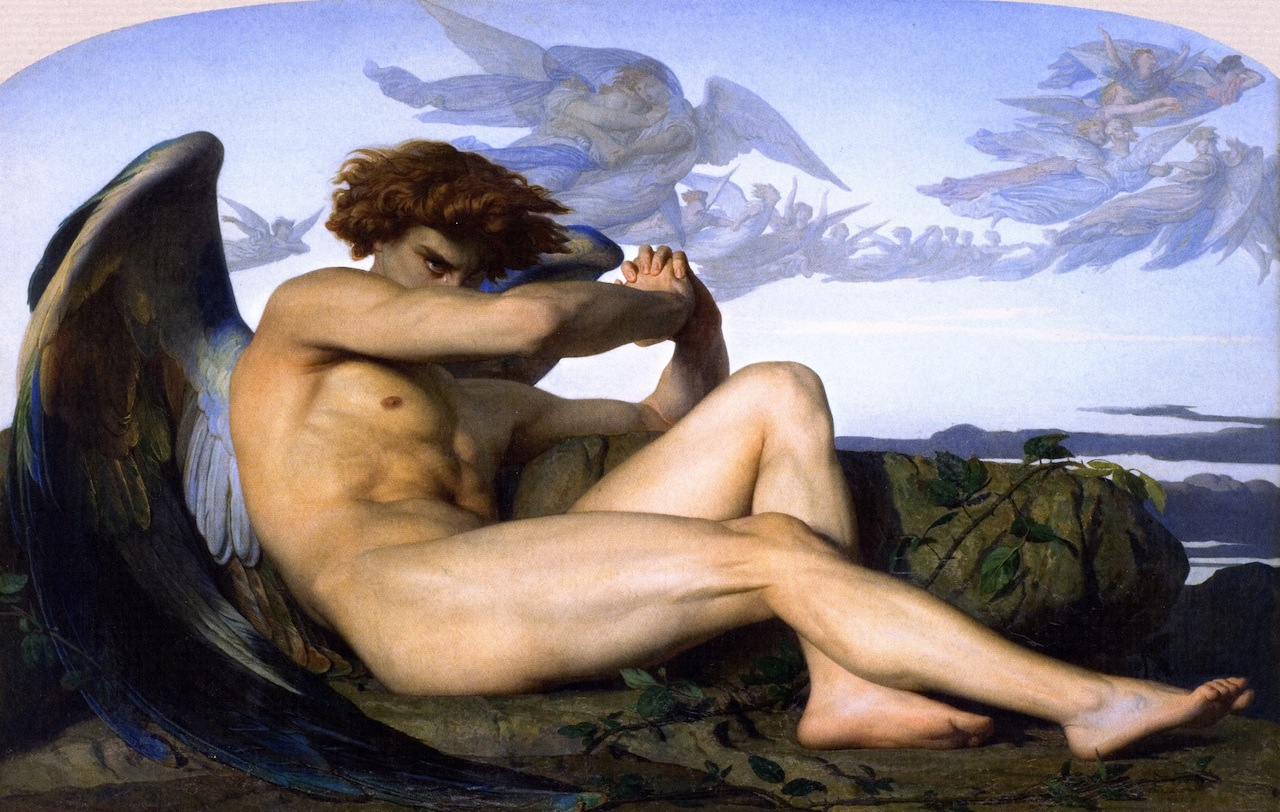
«Каяття янгола», 1868
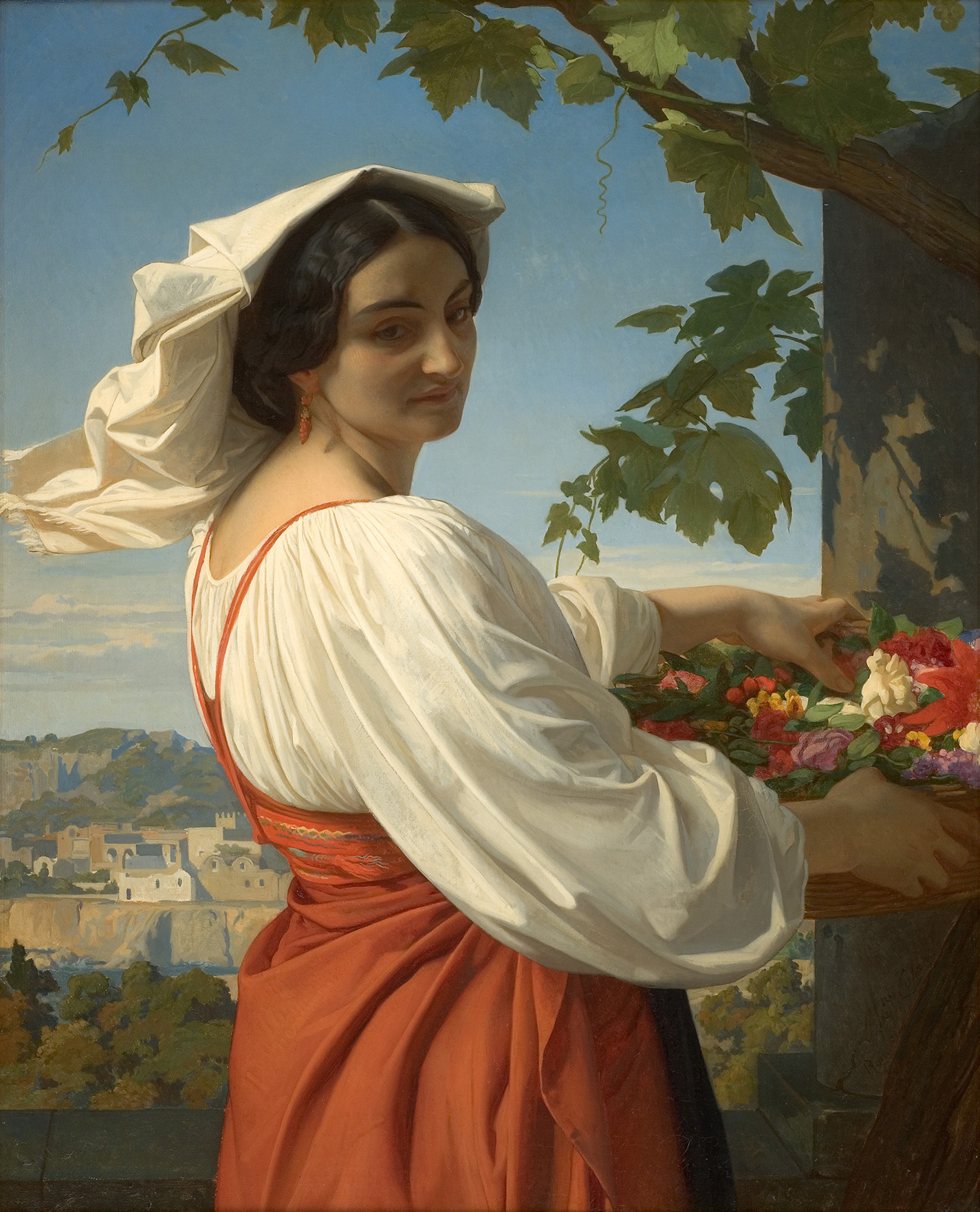
«Італійка з квітами», 1848, Монпельє, Музей Фабр
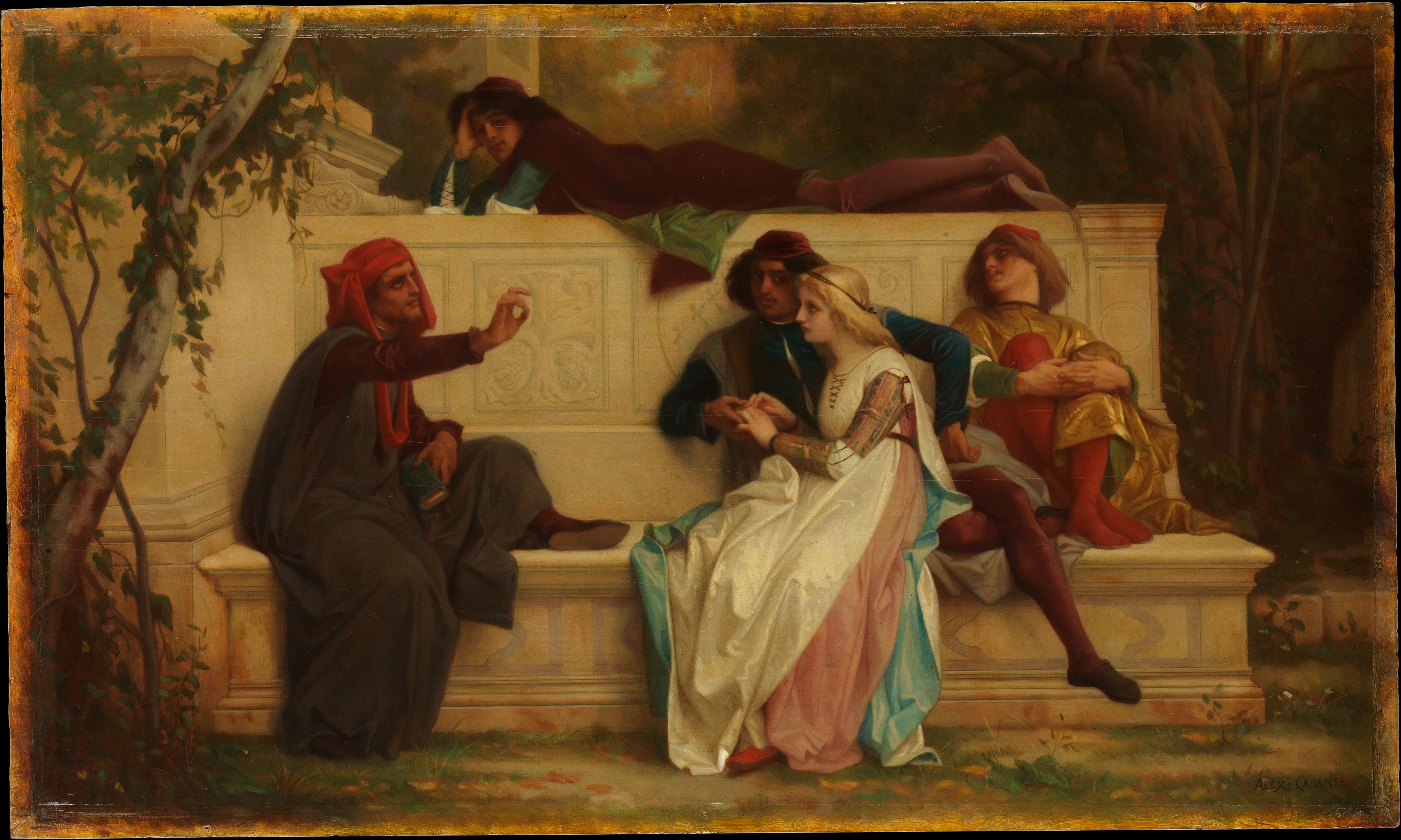
«Поет із Флоренції», 1861
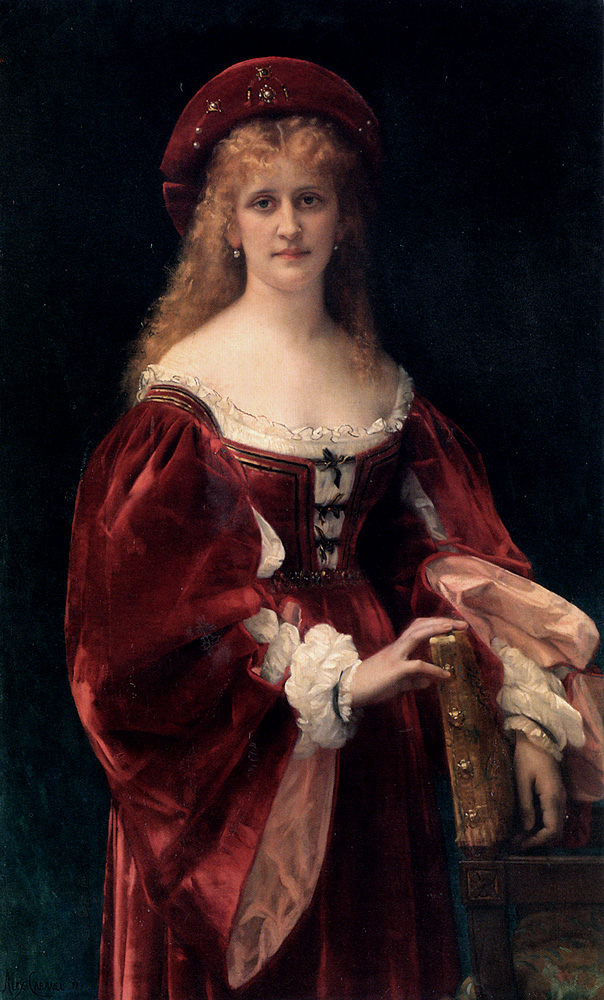
«Аристократка з Венеції», 1881
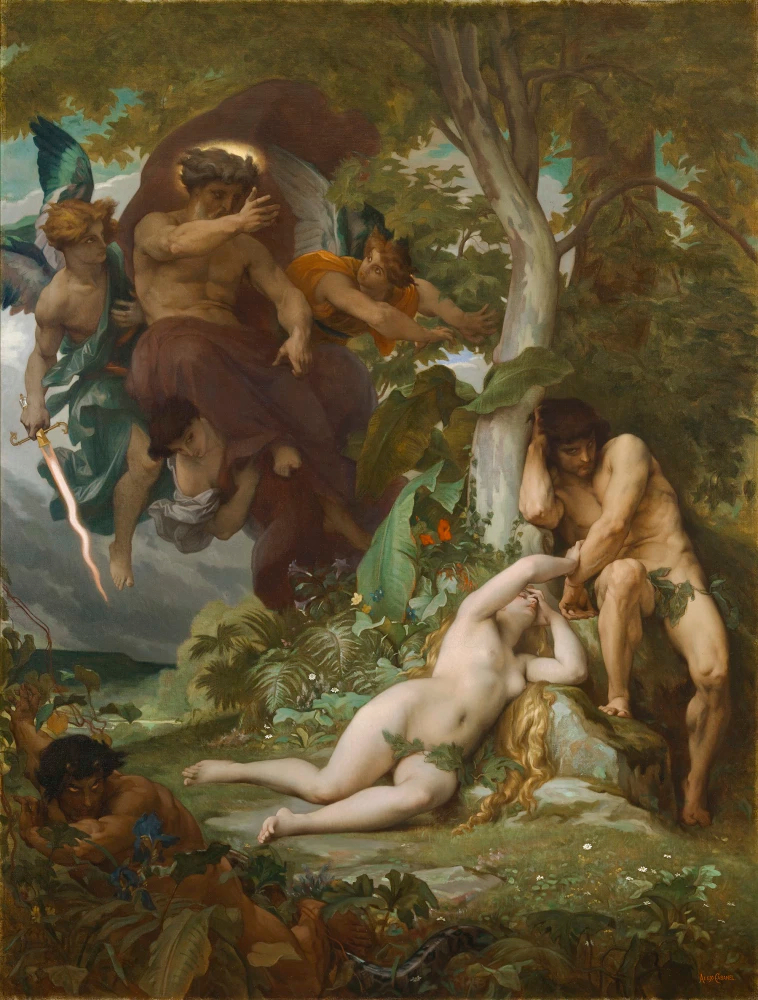
«Вигнання Адама і Єви з Раю». Приватна збірка
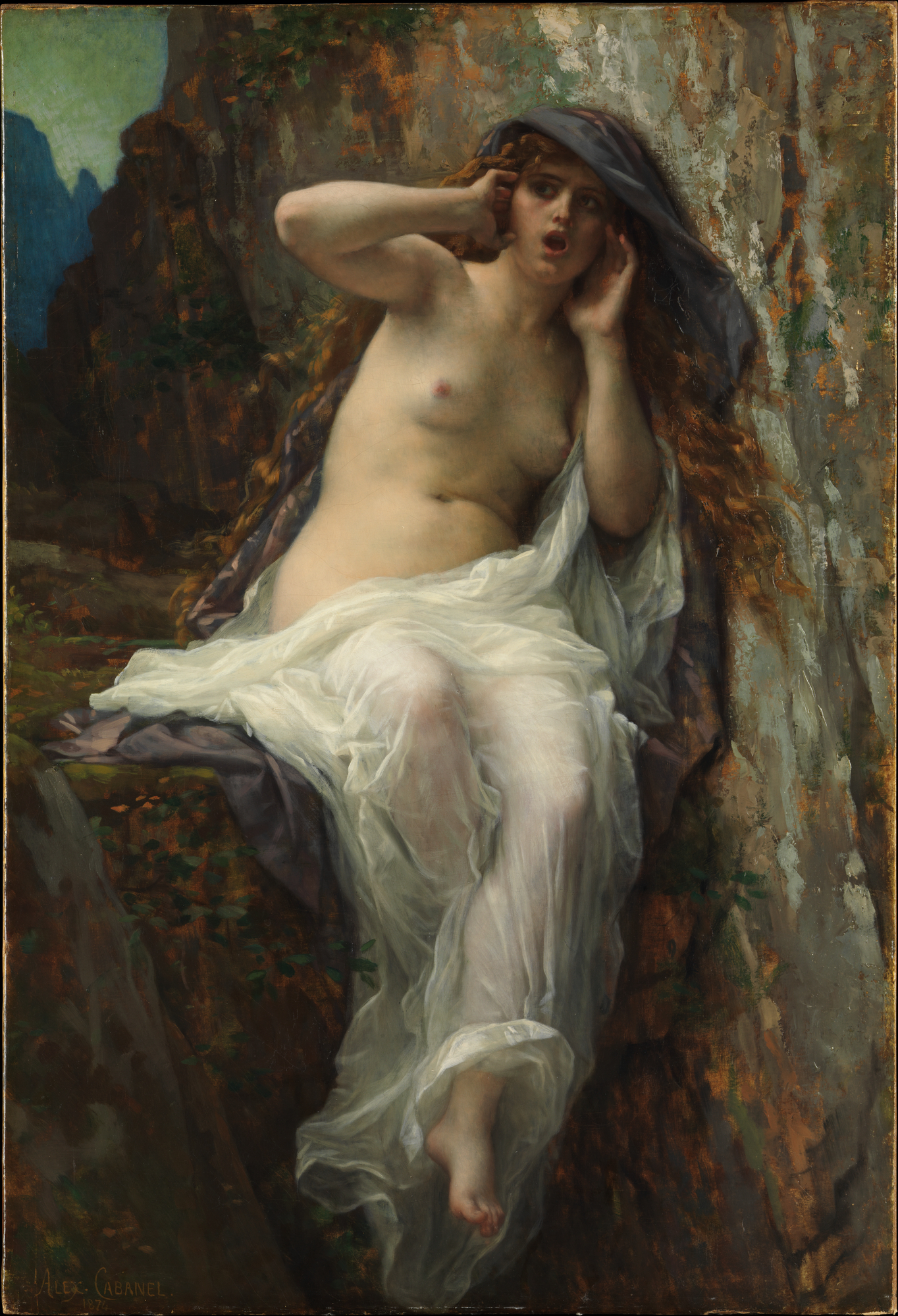
«Німфа Ехо», 1887, Метрополітен-музей,США
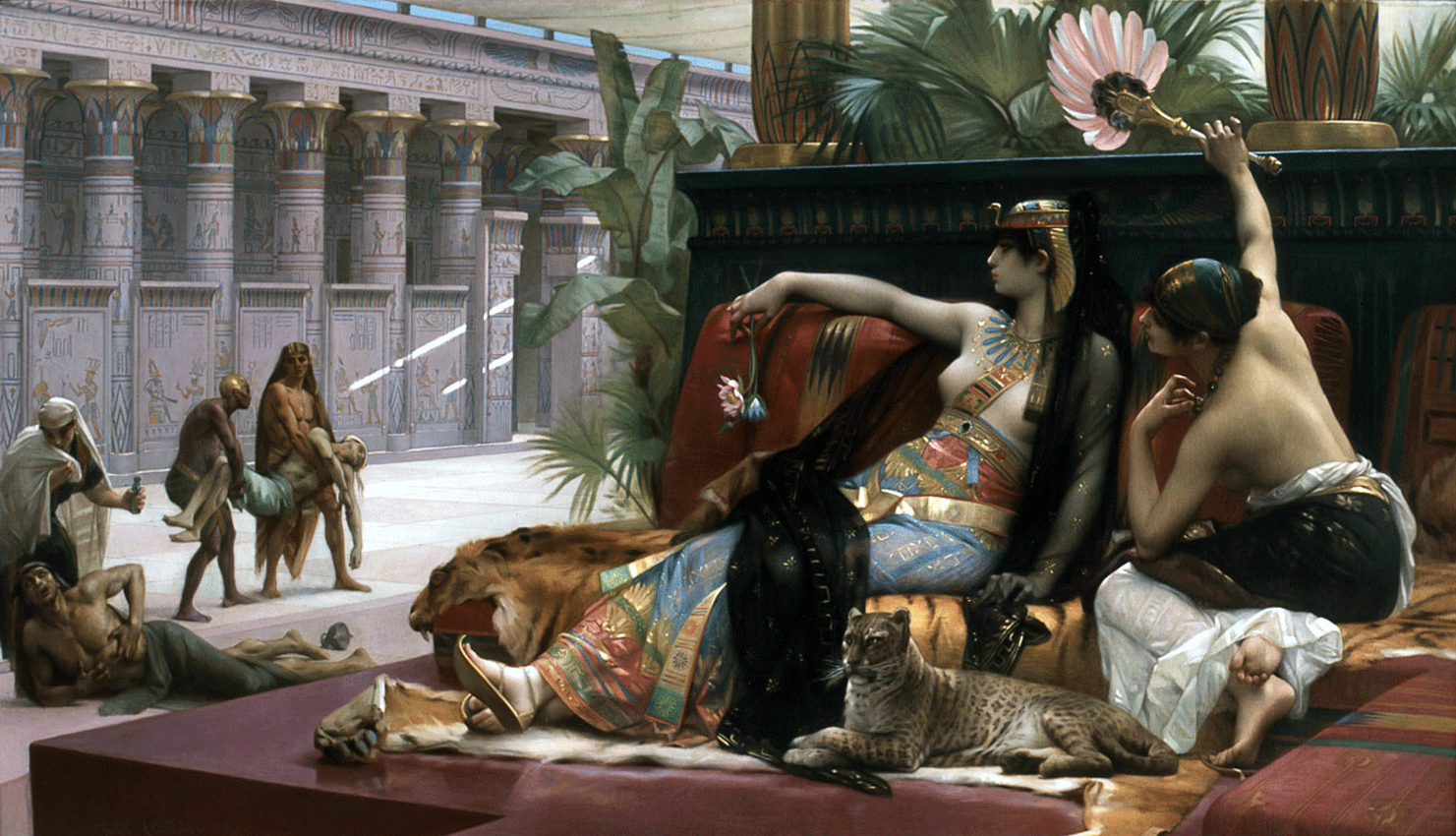
«Клеопатра перевіряє дію отрути на в'язнях». Антверпен.
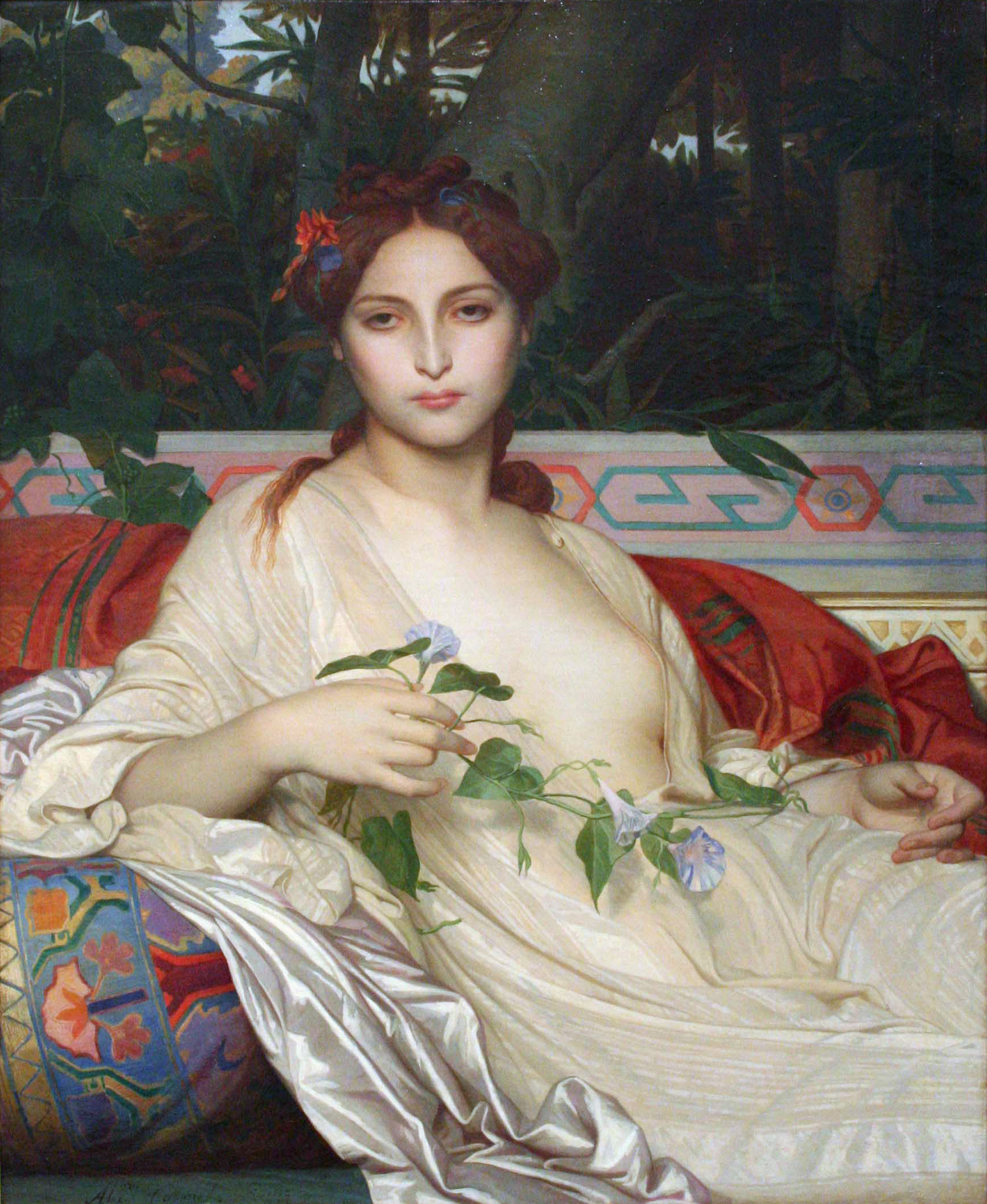
Жінка з вельможної родини Альбід
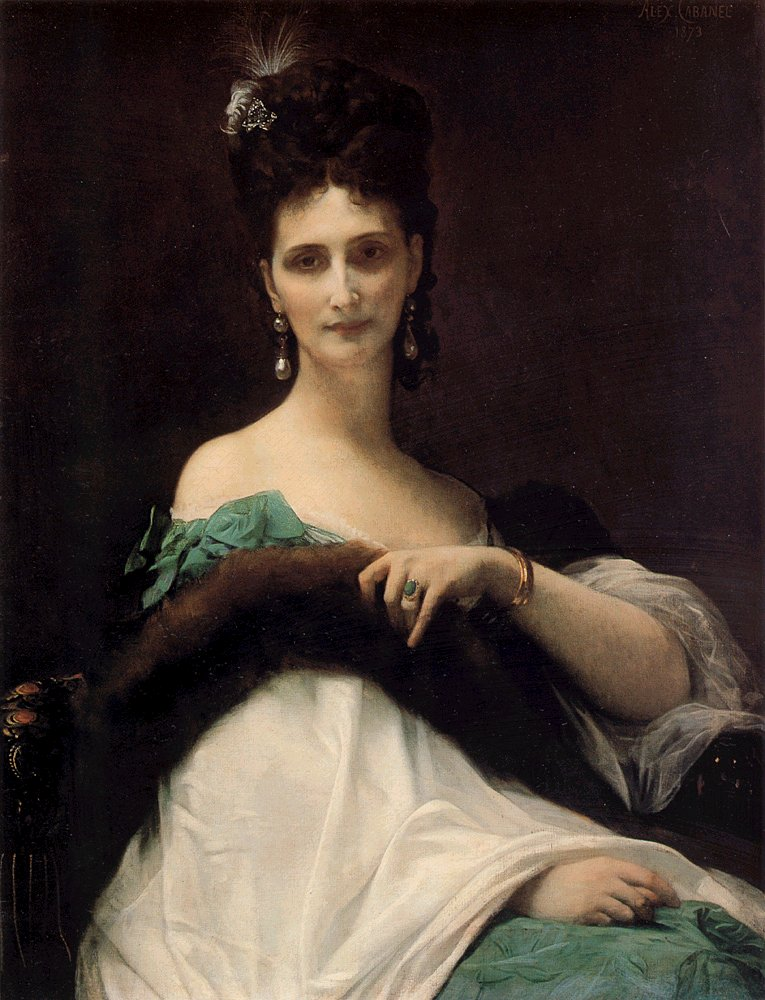
Віконтеса де Келлер
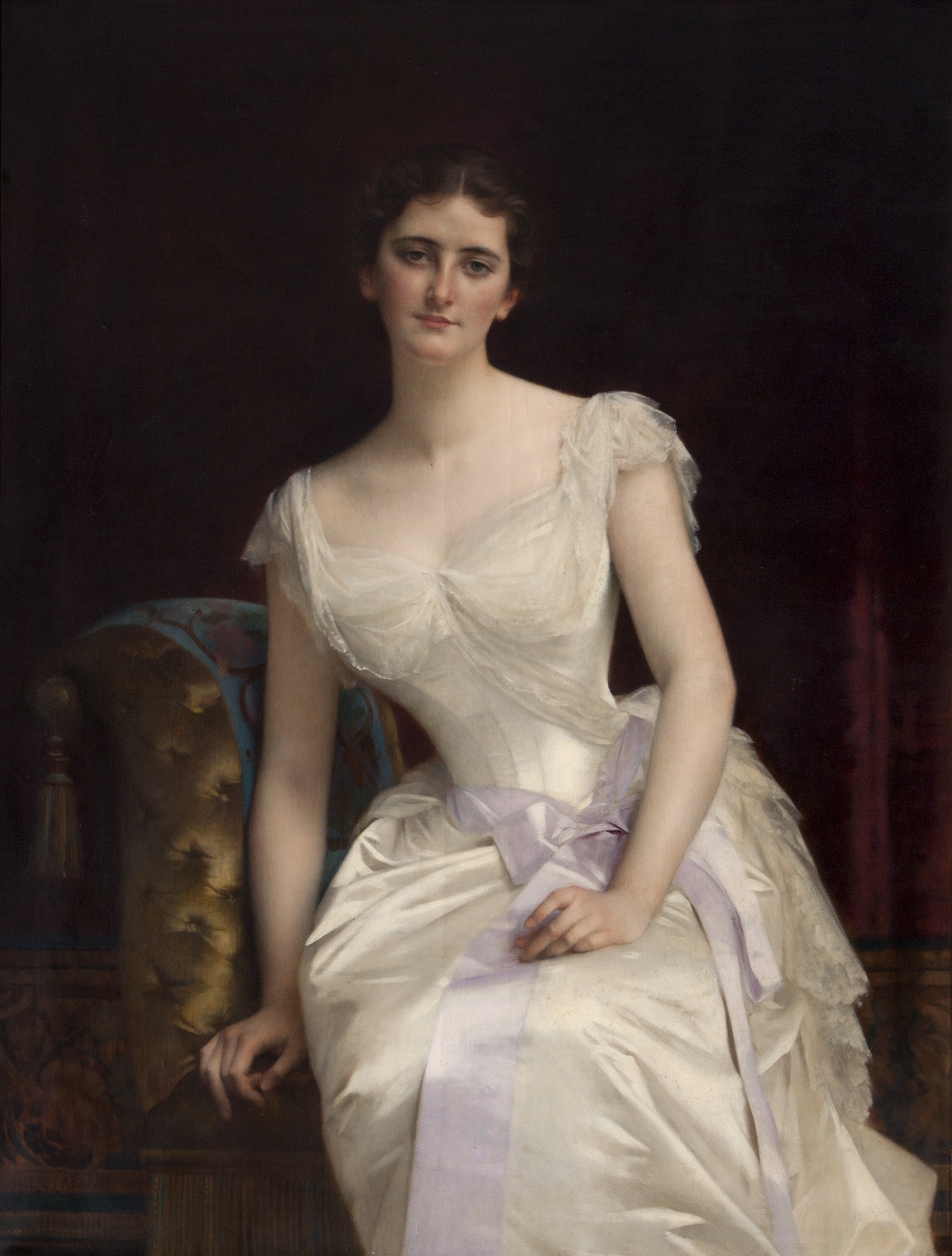
Баронеса Мері Курзон